# داريل ليندسي
داريل ليندسي (بالإنجليزية: Daryl Lindsay)‏ هو رسام وفنان أسترالي، ولد في 31 ديسمبر 1889 في Creswick, Victoria ‏ في أستراليا، وتوفي في 25 ديسمبر 1976 في مورنيغتون ‏ في أستراليا.